# Major League Baseball 2K11
Major League Baseball 2K11, eller MLB 2K11, är en MLB licensierad baseball simuleringdatorspel publicerad av 2K Sports. MLB 2K11 är tillgänglig för Microsoft Windows, Xbox 360, PlayStation 3, PlayStation 2, PlayStation Portable, Nintendo DS och Wii